# Canna (plaats)
Canna is een plaats in de regio Mid West in West-Australië.

## Geschiedenis
In 1846 verkende Augustus Charles Gregory de streek, in 1869 John Forrest en in 1876 Ernest Giles. Op het einde van de 19e eeuw vestigden zich veetelers, sandelhoutsnijders en mijnbouwers in de streek. Ze maakten gebruik van Aboriginesgidsen en hun waterbronnen. In 1870 werd goud gevonden nabij Peterwangey en rondom Wooltana werd koper gedolven. In het begin van de 20e eeuw vestigden de eerste landbouwers zich in de streek.
Begin 1913 besliste de overheid dat er rond de eenenvijftigste mijl van de nog aan te leggen spoorweg tussen Wongan Hills en Mullewa een nevenspoor ('siding') zou komen. Het nevenspoor werd eerst 'Pinndawa' genoemd, maar in juni 1914 tot Canna hernoemd, om verwarring met het dorp Pindar tegen te gaan. Op 5 april 1915 opende de spoorweg en Canna werd een van de stopplaatsen.
Het dorp Canna werd pas in 1928 officieel gesticht. Vanwaar de naam komt is niet bekend. Vermits de namen van alle dorpen langs de spoorweg van oorsprong Aboriginestermen zijn is dit vermoedelijk ook hier het geval. In 1929 werd er een winkel gebouwd, in 1935 een gemeenschapszaal, de Canna Hall, en in 1955 een kerkje.

## Beschrijving
Canna maakt deel uit van het lokale bestuursgebied (LGA) Shire of Morawa, een landbouwdistrict met Morawa als hoofdplaats. Canna is een verzamel- en ophaalpunt voor de oogst van de in de streek bij de Co-operative Bulk Handling Group aangesloten graanproducenten.
In 2021 telde Canna 57 inwoners, tegenover 81 in 2006.

## Transport
Canna ligt 392 kilometer ten noorden van de West-Australische hoofdstad Perth, 161 kilometer ten oostzuidoosten van Geraldton en 42 kilometer ten noorden van Morawa.
De spoorweg in Canna maakt deel uit van het goederenspoorwegnetwerk van Arc Infrastructure.